# Pyrbaum
Pyrbaum è un comune tedesco di 5 645 abitanti, situato nel land della Baviera.